# Matt Bonner
Matthew "Matt" Robert Bonner (Concord, Nuevo Hampshire; 5 de abril de 1980) es un exjugador de baloncesto estadounidense que disputó 11 temporadas en la NBA, y pasó la mayor de ellas en los San Antonio Spurs donde fue dos veces Campeón de la NBA. Con 2,08 metros de altura, jugaba en la posición de alero.

## Trayectoria deportiva

### Instituto
Bonner creció en Concord (New Hampshire), y asistió al instituto Concord High School, donde fueron tres años consecutivos campeones del estado. Al graduarse le otorgaron la certificación académica Valedictorian.

### Universidad
Entró en 1999 a formar parte de la Universidad de Florida, donde jugó con los Gators, y en sus 4 años de carrera promedió 12,4 puntos y 5,9 rebotes por partido, y acabó siendo el jugador que más partidos ha disputado con ese equipo (131) y con 19 dobles-dobles. Obtuvo varios premios y reconocimientos en su conferencia, y terminó graduándose en Administración de Empresas con unas notas rayando la perfección.

### Profesional

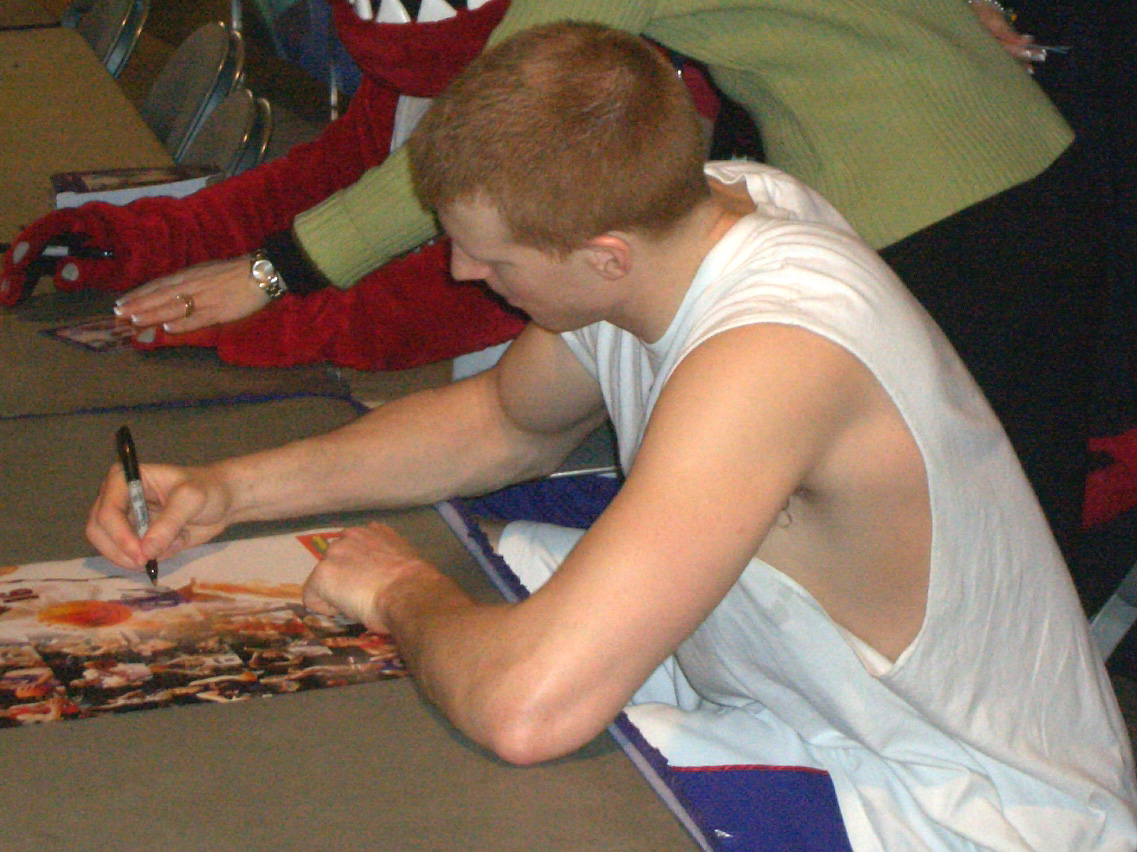
Matt Bonner firmando autógrafos.

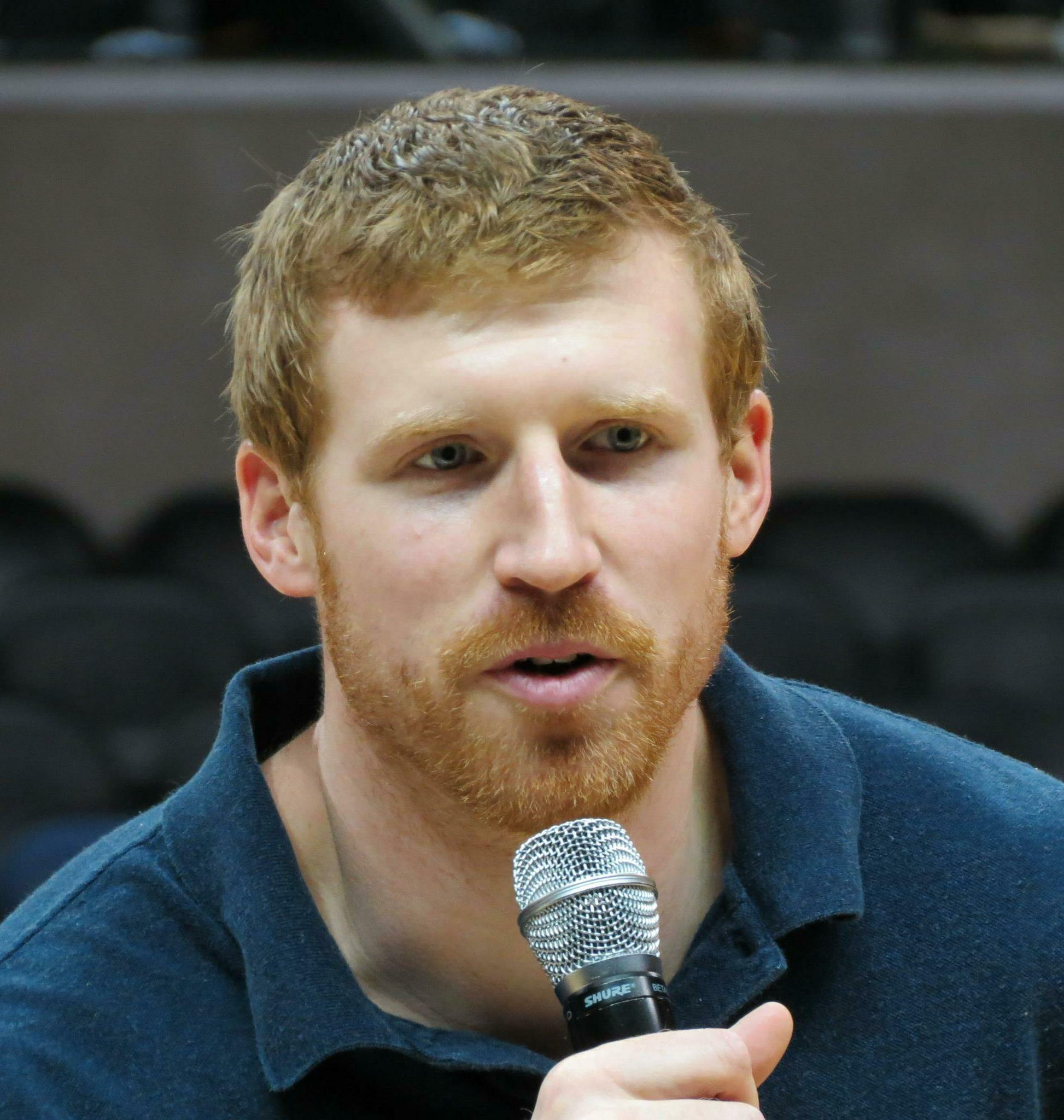
Matt Bonner en una charla tras un partido en el AT&T Center

#### Italia
Fue elegido en el puesto 16 de la segunda ronda del Draft de la NBA de 2003 por los Chicago Bulls, que inmediatamente lo traspasaron a Toronto Raptors. 
Antes de su incorporación a la NBA, pasó un año en Mesina, jugando para el Sicilia Messina de la Liga italiana, donde sufrió un proceso de salmonella que casi le cuesta la vida. A pesar de ello terminó la temporada promediando 19,2 puntos y 9,3 rebotes por partido.

#### NBA
En 2004 se incorporó a los Raptors, donde pasó dos temporadas de suplente, promediando 7,3 puntos y 3,6 rebotes en apenas 20 minutos por partido. En su última temporada en Canadá terminó en 14.ª posición entre los mejores tiradores de 3 puntos de la liga. 
En 2006 fue traspasado a San Antonio Spurs, equipo en el que militó hasta su retirada en 2016.
Al inicio de su cuarta temporada en San Antonio, el 7 de diciembre de 2009 ante Utah Jazz, consiguió la mejor anotación de su carrera con 28 puntos, siendo el máximo anotador del encuentro saliendo además desde el banquillo.
Al término de la temporada 2010–11, fue líder de la liga en porcentaje de tiros de 3 puntos, con un 45,7%. Desde que llegó a San Antonio, el equipo consiguió dos campeonatos de la NBA, en 2007 frente a Cleveland y el último, en 2014, frente a Miami.

## Estadísticas de su carrera en la NBA
|  | Líder de la liga                                          |
|  | Denota temporadas en las que ganó el Campeonato de la NBA |

### Temporada regular
| Año     | Equipo      | PJ  | PT  | MPP  | %TC  | %3P  | %TL  | RPP | APP | ROB | TPP | PPP |
| ------- | ----------- | --- | --- | ---- | ---- | ---- | ---- | --- | --- | --- | --- | --- |
| 2004-05 | Toronto     | 82  | 0   | 18.9 | .533 | .424 | .789 | 3.5 | .6  | .5  | .2  | 7.2 |
| 2005-06 | Toronto     | 78  | 6   | 21.9 | .448 | .420 | .829 | 3.6 | .7  | .6  | .4  | 7.5 |
| 2006-07 | San Antonio | 56  | 0   | 11.7 | .447 | .383 | .711 | 2.8 | .4  | .3  | .2  | 4.9 |
| 2007-08 | San Antonio | 68  | 3   | 12.5 | .416 | .336 | .864 | 2.8 | .5  | .2  | .2  | 4.8 |
| 2008-09 | San Antonio | 81  | 67  | 23.8 | .496 | .440 | .739 | 4.8 | 1.0 | .6  | .3  | 8.2 |
| 2009-10 | San Antonio | 65  | 8   | 17.9 | .446 | .390 | .729 | 3.3 | 1.0 | .5  | .4  | 7.0 |
| 2010-11 | San Antonio | 66  | 1   | 21.7 | .464 | .457 | .744 | 3.6 | .9  | .4  | .3  | 7.3 |
| 2011-12 | San Antonio | 65  | 2   | 20.4 | .440 | .420 | .762 | 3.3 | .9  | .2  | .3  | 6.6 |
| 2012-13 | San Antonio | 68  | 4   | 13.4 | .487 | .442 | .733 | 1.9 | .5  | .3  | .3  | 4.2 |
| 2013-14 | San Antonio | 61  | 0   | 11.3 | .445 | .429 | .750 | 2.1 | .5  | .2  | .2  | 3.2 |
| 2014-15 | San Antonio | 72  | 19  | 13.0 | .409 | .365 | .811 | 1.6 | .7  | .1  | .2  | 3.7 |
| 2015-16 | San Antonio | 30  | 2   | 6.9  | .509 | .441 | .750 | .9  | .3  | .2  | .0  | 2.5 |
| Total   | Total       | 792 | 112 | 16.9 | .464 | .414 | .780 | 3.0 | .7  | .4  | .3  | 5.8 |

### Playoffs
| Año   | Equipo      | PJ | PT | MPP  | %TC  | %3P  | %TL   | RPP | APP | ROB | TPP | PPP |
| ----- | ----------- | -- | -- | ---- | ---- | ---- | ----- | --- | --- | --- | --- | --- |
| 2007  | San Antonio | 9  | 0  | 2.8  | .286 | .250 | 1.000 | .3  | .0  | .2  | .0  | .8  |
| 2008  | San Antonio | 2  | 0  | 4.5  | .667 | .000 | .000  | 1.0 | 1.0 | .0  | .0  | 2.0 |
| 2009  | San Antonio | 5  | 5  | 20.0 | .217 | .231 | 1.000 | 3.2 | .0  | .6  | .4  | 3.0 |
| 2010  | San Antonio | 10 | 0  | 17.3 | .432 | .370 | 1.000 | 3.2 | .4  | .1  | .3  | 5.0 |
| 2011  | San Antonio | 6  | 0  | 20.5 | .480 | .333 | .800  | 3.2 | .3  | .2  | .2  | 6.3 |
| 2012  | San Antonio | 13 | 0  | 12.7 | .313 | .348 | .600  | 1.9 | .7  | .2  | .3  | 2.4 |
| 2013  | San Antonio | 20 | 1  | 13.4 | .475 | .469 | .833  | 2.0 | .3  | .3  | .3  | 4.1 |
| 2014  | San Antonio | 22 | 2  | 6.1  | .476 | .333 | .750  | .7  | .4  | .1  | .0  | 1.3 |
| 2015  | San Antonio | 7  | 0  | 5.1  | .200 | .222 | .000  | .9  | .1  | .1  | .1  | .9  |
| Total | Total       | 94 | 8  | 11.0 | .402 | .355 | .811  | 1.7 | .4  | .2  | .2  | 2.8 |

## Vida personal
Matt y su mujer Nadia tienen una hija, Evangeline-Vesper Lynne Bonner (nacida el 21 de junio de 2009) y un hijo, August Bonner (nacido el 27 de agosto de 2012).
Su hermano pequeño, Luke, es también jugador profesional de baloncesto, y fue el padrino de su boda. Matt y Luke dirigen una organización sin ánimo de lucro llamada Rock On Foundation, en las que se pretende apoyar la participación de la comunidad en las artes y el deporte.
Matt aplicó para conseguir la ciudadanía canadiense en febrero de 2009, pero le fue denegada debido al tiempo que pasaba fuera del país.
Su apodo "Red Mamba", se lo otorgó Kobe Bryant mediante la red social Twitter, y sus fanes, durante el concurso de triples del All-Star de Houston de 2013, le diseñaron una camiseta con el dorsal 15 que tenía escrito dicho apodo.
Es un fanático de los sándwiches, e incluso tuvo un blog titulado "The Sandwich Hunter: The Quest for the Hoagie Grail" en el que intentaba encontrar el "mejor sandwich del mundo". Por este motivo también se le apodó "The Sandwich Hunter".

## Logros y reconocimientos
- 2 veces campeón de la NBA: (2007 y 2014)
- 1 vez líder de la liga en porcentaje de triples en una temporada (2010/11).